# Littleton-upon-Severn
Littleton-upon-Severn är en by i civil parish Aust, i distriktet South Gloucestershire, i grevskapet Gloucestershire i England. Byn är belägen 4 km från Thornbury. Littleton upon Severn var en civil parish fram till 1935 när blev den en del av Aust. Civil parish hade 197 invånare år 1931. Byn nämndes i Domedagsboken (Domesday Book) år 1086, och kallades då Liteltone.